# Infanterikanonvagn 91
Beim Infanterikanonvagn 91 (Ikv 91) handelt es sich um einen schwedischen Jagdpanzer aus den 1960er-Jahren, der ausschließlich vom schwedischen Heer eingesetzt wurde.

## Geschichte
Der Infanterikanonvagn 91 wurde von Hägglund and Söner, das heute zu BAE Systems Hägglunds gehört, in den 1960er-Jahren entwickelt. Die ersten Prototypen wurden 1969 fertiggestellt. Nach der Testphase lief die Serienproduktion von 1975 bis 1978. Momentan wird das Fahrzeug vom schwedischen Heer ausgemustert.

## Technik
Die Hauptbewaffnung stellt eine Bofors 90-mm-L/54-Kanone dar, die sowohl HEAT als auch HE-Munition verfeuern kann. Der Höhenrichtbereich der Kanone reichte von −10° bis +15°, der Seitenrichtbereich beträgt 360°. Als Sekundärbewaffnung führte das Fahrzeug zwei Maschinengewehre des Kalibers 7,62 mm mit, wobei eines koaxial zum Geschütz montiert war und das andere sich auf dem Turm an der Ladeschützenluke befand. Des Weiteren verfügte das Fahrzeug über eine Nebelmittelwurfanlage.
Der Infanterikanonvagn 91 verfügte über eine elektronische, analoge, automatisch arbeitende Feuerleitanlage mit Laser-Entfernungsmesser, welche die Trefferwahrscheinlichkeit erhöhte. Die Feuerrate der 90-mm-Kanone betrug acht Schuss pro Minute. Es wurden 59 90-mm-Geschosse mitgeführt.

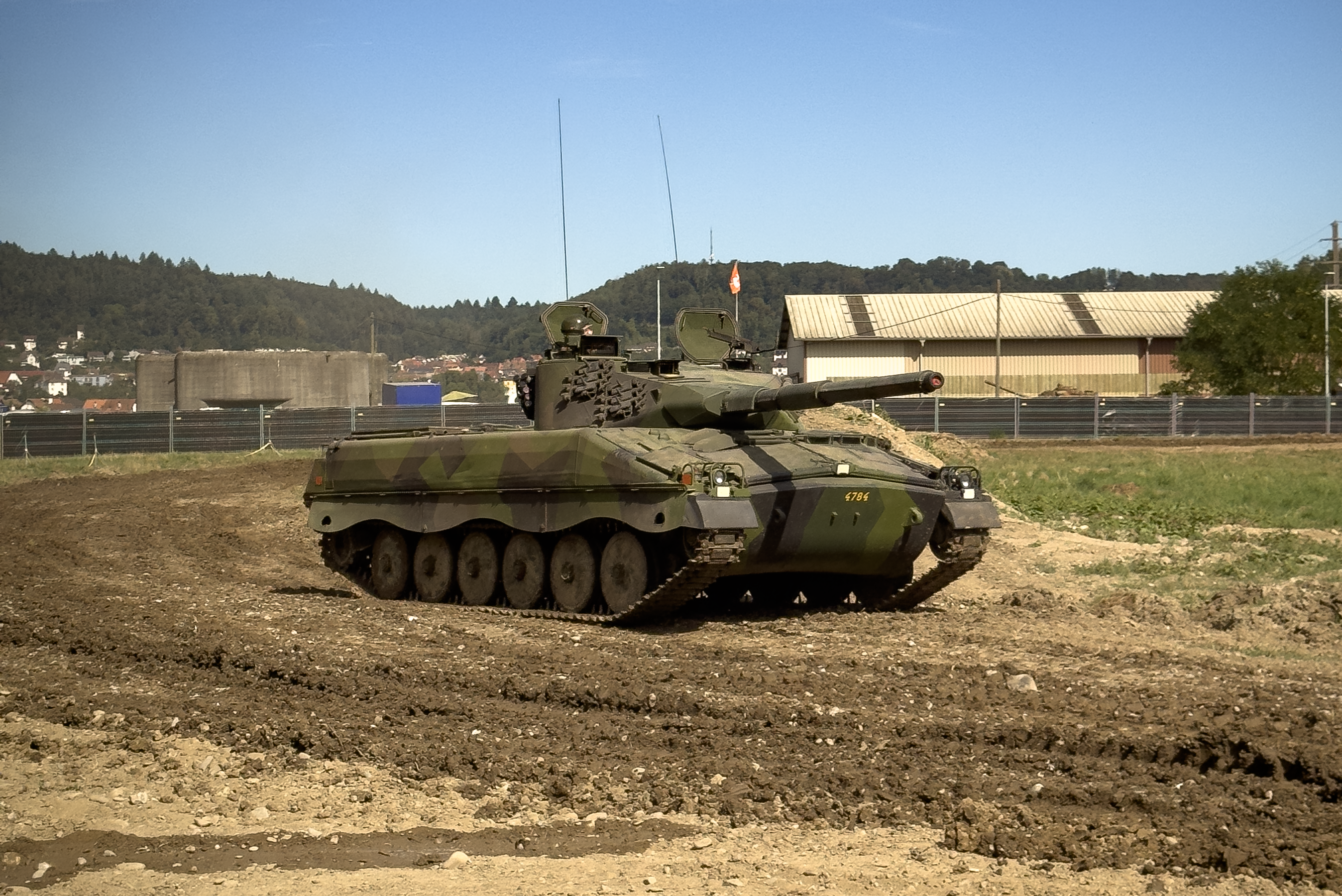
Ikv 91 im Militär- und Festungsmuseum Full-Reuenthal

Aufgrund seines Leistungsgewichts von 20,2 PS/t zeigte der IKV 91 außergewöhnliche Geländefahreigenschaften. Außerdem ermöglichte der geringe Bodendruck der Kette das problemlose Be- und Überfahren von Schneedecken und Tundraböden im Sommer. Das Fahrzeug war zudem amphibisch, einige Modelle wurden sogar mit Propellern ausgestattet, um eine höhere Geschwindigkeit im Wasser zu ermöglichen.